# Lagarosiphon verticillifolius
Lagarosiphon verticillifolius är en dybladsväxtart som beskrevs av Anna Amelia Obermeyer. Lagarosiphon verticillifolius ingår i släktet Lagarosiphon och familjen dybladsväxter. IUCN kategoriserar arten globalt som livskraftig. Inga underarter finns listade.